# Ламотт, Энн
Энн Ламо́тт (англ. Anne Lamott; род. 10 апреля 1954, Сан-Франциско, Калифорния) — американская писательница, автор известной в постсоветском пространстве книги «Птица за птицей».
Политическая активистка, оратор, вела рубрику «Книжное обозрение» в журнале Mademoiselle, а также колонку ресторанного критика в журнале California.

## Жизнь и карьера
Ламотт родилась в Сан-Франциско. После школы поступила в Гаучер-колледж (штат Мэриленд).

Её отец, Кеннет Ламотт, тоже был писателем. Первый роман Hard Laughter, Энн начала писать по просьбе папы, когда ему поставили диагноз «рак мозга»:
— К несчастью, когда мне исполнилось двадцать три, я получила настоящий сюжет для книги. У отца обнаружили рак мозга. Он сам, я и мои братья были раздавлены, но кое-как умудрялись держаться. Отец велел мне запоминать и записывать. «Ты расскажешь свою версию, — говорил он. — А я свою».

## Награды и отличия
Стипендиат фонда Гуггенхайма. В 2010 году, наравне с Марком Цукербергом, Сереной Уильямс, Барброй Стрейзанд, Ливай Страуссом, Джеймсом Кэмероном, Энн Ламотт была введена в Зал славы Калифорнии.